# Union générale des israélites de France
Pour un article plus général, voir Shoah en France.

Les bureaux de l'Union Générale des Israélites de France en 1942.

L’Union générale des israélites de France (UGIF) est un organisme créé par une loi française du Gouvernement de Vichy du 29 novembre 1941 à la suite d'une demande allemande au cours de l'Occupation de la France pendant la Seconde Guerre mondiale. Sa direction et son secrétariat étaient établis à Paris, au 19, rue de Téhéran (8e). L'existence légale de l'UGIF est abrogée par l'ordonnance du Gouvernement provisoire de la République française du 9 août 1944.
La mission de l'UGIF est d'assurer la représentation des Juifs auprès des pouvoirs publics, notamment pour les questions d'assistance, de prévoyance et de reclassement social. Tous les Juifs demeurant en France sont tenus d'y adhérer, les autres associations juives ayant été dissoutes et leurs biens donnés à l'UGIF. Les administrateurs de cet organisme appartiennent pour la plupart à la bourgeoisie juive française, administrateurs nommés par le Commissariat général aux questions juives, la structure initiée par le gouvernement de Vichy à l'instigation des nazis pour renforcer les persécutions antisémites. Pour financer ses activités, l'UGIF peut puiser dans un fonds de solidarité alimenté par les revenus tirés de la confiscation des biens juifs. 
Le rôle de cet organisme a soulevé beaucoup de controverses, notamment en raison de son légalisme qui a transformé les bureaux de l'association ou les maisons d'enfants qu'elle patronnait en véritables souricières particulièrement vulnérables aux rafles de la Gestapo. Composé essentiellement des éléments conservateurs de la bourgeoisie juive assimilée, elle a été clairement accusée par des auteurs issus des milieux juifs de gauche d'être une instance de collaboration avec le régime de Vichy, tant sur le plan idéologique qu'administratif. L'UGIF a notamment proposé à environ 700 juifs de la Région parisienne en 1941 d'aller travailler pour la WOL (administration agricole nazie) en Zone Interdite, dans les Ardennes, qui ont finalement été déportés en 1944. Son action était en effet fondée sur le postulat selon lequel la question juive en France était un problème d'immigration et de réfugiés juifs d'Europe orientale et centrale, et que les Juifs français, eux assimilés à la bourgeoisie française, pouvaient bénéficier d'une certaine ambiguïté de la part du régime de Vichy. À partir de 1943 et de l'accélération de la solution finale en Europe, cette fiction s'effondre et la politique collaborationniste des dirigeants de l'UGIF les conduit directement à la déportation à Auschwitz. Après la guerre, un jury d'honneur est constitué, dans un relatif secret, sans vraiment trancher sur la nature collaborationniste ou non de l'UGIF. La publication tardive des carnets d'un des dirigeants de l'UGIF, par un historien israélien, permet de comprendre, selon Claude Levy, le frère de Raymond Lévy, qu'une des sources du collaborationnisme de l'UGIF et de ses membres dirigeants, provenait de leur attachement personnel au maréchal Pétain et de leur confiance en Xavier Vallat.

## Le contexte

### Juifs et organisations juives en France en 1940
Il y a en 1940 environ 300 000 Juifs en France métropolitaine, parmi lesquels 150 000 citoyens français et 150 000 étrangers. Les deux tiers de l'ensemble vivent en province, mais la très grosse majorité des Juifs étrangers vivent en région parisienne. Sur les 150 000 Juifs français, 90 000 sont de vieille souche et parmi les 60 000 Juifs étrangers, souvent immigrés de l'Europe de l'Est, la moitié a été naturalisée dans les années 1930. 
Depuis la création par Napoléon en 1808 du « Consistoire central israélite de France », les Français d'origine juive ne sont jamais désignés comme des « Juifs », expression qui désigne une race ou une nation, mais comme des « Israélites », c'est-à-dire comme des citoyens pratiquant l'une des quatre religions officielles, et appartenant intégralement à la Nation française. Les Juifs qui sont agnostiques, voire antireligieux, ne se reconnaissent pas dans cette institution officielle qui a été créée pour administrer et maintenir leur culte, sur le modèle centralisé de l'Église catholique de France, en réduisant strictement la judéité à une confession religieuse. 
Les Français israélites forment à la veille de la guerre un milieu aisé et cultivé, ils appartiennent très majoritairement à la bourgeoisie, souvent même à la haute bourgeoisie française, ce qui les rend conservateurs de l'ordre social; ils sont établis dans toutes les villes et sont complètement assimilés à la culture française, alors que les Juifs étrangers vivent en majorité à Paris, sont des réfugiés d'Europe de l'Est qui se retrouvent en majorité au bas de l'échelle sociale, qui sont souvent issus ou engagés dans des mouvements révolutionnaires, et restent généralement attachés à la yiddishkeit, symbole de la fidélité aux coutumes ancestrales.
Les Juifs français ont créé, en direction des réfugiés, des organismes philanthropiques comme le Comité de bienfaisance, en 1934, ou le Comité d'aide aux réfugiés (CAR), en 1938. Les Éclaireuses éclaireurs israélites de France (EIF) fondés en 1923, s'étaient impliqués dès 1930 dans l'insertion des immigrants juifs d'Allemagne et d'Europe de l'Est. Pour les réfugiés, les Français sont, dans le meilleur des cas, de mauvais Juifs, et au pire, des traîtres à leur religion et à leur peuple. Les communautés juives de l'Europe de l'Est s'organisent, surtout à Paris, par origine et par tendance politique. Les Landsmanschaften, organisations par pays ou par région se regroupe en une fédération, la Fédération des sociétés juives de France (FSJF). Son secrétaire général, Marc Jarblum, était de la mouvance sioniste. Les partis politiques dans lesquels sont engagés des Juifs immigrés sont le Bund, proche de la SFIO et qui cultive la langue yiddish, les MOI, intégrées à l'Internationale communiste et divers partis sionistes, surtout de tendance socialiste. 
L'Œuvre de secours aux enfants (OSE) créée en 1912 à Saint-Pétersbourg par des médecins, pour aider les populations juives défavorisées a son siège à Paris depuis 1933. Elle a ouvert des maisons en région parisienne pour accueillir les enfants juifs fuyant l'Allemagne et l'Autriche, puis très vite les enfants résidant en France. Parmi les nombreuses associations juives, Kinder-kolonye (La Colonie scolaire) siégeant au 36 de la rue Amelot deviendra célèbre, car c'est là que vont se rencontrer dès le mois de juin 1940 des représentants d'une série d'organisations juives immigrés qui formeront ce qui s'appellera le Comité de la rue Amelot.
L'American Jewish Joint Distribution Committee, que l'on connaît souvent sous le nom de Joint, agissait en subventionnant des institutions philanthropiques locales. En juin 1940, le Joint établit ses bureaux à Marseille. En 1941, le Joint distribue près de 800 000 dollars, soit environ 65 millions de francs qui représentent alors plus de 70 % de l'aide distribuée au titre de l'aide sociale. En été 1940, le directeur du Joint décide de distribuer l'essentiel de l'aide française par le canal du CAR plutôt que la celui de la Fédération, ce qui n'améliore pas les relations entre les dirigeants des deux organisations. Un grand nombre de Juifs étrangers sont alors dans des camps. Un réseau d'aide aux camps se développe dès la fin de 1940, avec divers organismes caritatifs chrétiens et juifs. En octobre 1940, un comité de coordination se constitue à Nîmes sous la présidence du directeur du YMCA, Donald Lowry. Le CAR s'installe à Marseille en août 1940.
À la fin de 1940, les communistes de la MOI créent une organisation d'entraide, Solidarité, qui se propose d'aider les nécessiteux et plus particulièrement les femmes de prisonniers, et plus tard les femmes et les familles des internés. Bien que Solidarité soit plus organisée selon les règles de la clandestinité, car à cette époque, les communistes sont illégaux, l'activité des communistes de Solidarité ne se distingue guère de celle qui se développe rue Amelot.

### Le Comité de coordination
Après l'occupation de Paris, en juin 1940, le consistoire se replie sur Lyon, laissant à Paris l'ACIP, Association consistoriale des israélites de Paris. Dès août 1940, l'ACIP est sollicitée par Theodor Dannecker, le représentant de la SD (branche de la Gestapo) à Paris pour se déclarer représentante officielle de la judéité française. Les attributions du Consistoire se limitant au seul culte, l'ACIP commence par se récuser mais accepte sous la pression allemande de constituer en janvier 1941 un Comité de coordination (CC) qui comprend, en plus de comité de bienfaisance de l'ACIP des représentants de la rue Amelot et de l'OSE. Dans les mois qui suivent sa création, le comité reste sous la direction prépondérante des hommes de l'ACIP, mais en mars, Dannecker avait imposé Israël Israelowicz et Wilhelm Biberstein, venus de Vienne pour être ses « hommes de liaison et de contrôle personnels ». André Baur, neveu du grand rabbin Julien Weill devient secrétaire général du Comité. À partir de juillet 1941, de fortes tensions apparaissent entre le Comité et les populations immigrées : le 20 juillet pour faire face à une manifestation de 500 femmes d'internés, Léo Israélowicz demande la protection de Dannecker. Le Comité réussit à obtenir la libération d'un certain nombre d'internés, mais les immigrés s'éloignent de plus en plus du Comité. En août 1941, Dannecker exige 6 000 Juifs pour des « travaux agricoles » dans les Ardennes. Le Comité demande alors des volontaires exclusivement parmi les immigrés. Les volontaires sont peu nombreux et comme mesure de rétorsion, les Allemands organisent une rafle de 3 200 Juifs étrangers et 1 000 Juifs français qui sont internés à Drancy. Fin août, l'ACIP adhère officiellement au Comité.

### Le Commissariat général aux questions juives
Le Commissariat général aux questions juives a été créé par le Conseil des ministres français. Les décrets d'application de la loi datent du 29 mars 1941. Le CGQJ est d'abord sous l'autorité du secrétariat d'État à l'Intérieur, puis, à partir du 6 mai 1942, directement, sous celle du chef du gouvernement, c'est-à-dire, à cette époque, de Pierre Laval. Selon le rapport Dannecker du 1er juillet 1941, le CGQJ a été créé sur « l'insistance répétée » du service juif de l'ambassade. Theodor Dannecker se méfie du premier commissaire, Xavier Vallat, ancien député sympathisant d'Action française connu pour son antisémitisme, mais qui ne figure pas parmi les protégés de l'ambassade.
La PQJ (Police aux questions juives) est officiellement créée par un décret du gouvernement d'octobre 1941 en même temps que le Service de police anticommuniste (SPAC) et le Service de police des sociétés secrètes (SSS) destinés à canaliser les francs-maçons. Avant la création de la PQJ, il existait à Paris un petit groupe de policiers sous la direction du commissaire François et du judenreferat Dannecker. Dans toute la zone Sud, la PQJ ne comptait qu'une trentaine d'employés, mal acceptés par l'administration de Vichy. En zone occupée, la PQJ n'a jamais respecté ses limites légales : elle peut jouer les auxiliaires de la police allemande en harcelant les Juifs, mais chaque fois qu'il s'agit d'une rafle, il est fait appel à la police nationale et non à la PQJ.
La loi du 2 juin 1941, dite « loi du deuxième statut des Juifs », qui restreint encore davantage l'exercice professionnel pour les Juifs, est adoptée à l'initiative du Commissariat général aux questions juives (CGQJ). La loi du 22 juillet 1941 permet de faire contrôler l'aryanisation des entreprises juives par le CGQJ, ce qui va constituer, en fait, son travail essentiel. L'aryanisation avait déjà été mise en œuvre par des ordonnances allemandes depuis le tout-début de l'occupation. 
L'Institut d'étude des questions juives (IEQJ), chargé d'impulser une propagande antijuive, est créé par Dannecker et la Propagandastaffel, et placé sous la direction du capitaine Paul Sézille, n'a de lien direct ni avec le CGQJ, ni avec une autre administration de Vichy.

## La création de l'UGIF
Dans la chaîne bureaucratique de persécution des Juifs, en 1941, le Comité de coordination ne représente pas encore ce maillon indispensable qu'est l'organisation imposée, contrôlée des Juifs. En Allemagne, le Reichsvereinigung regroupe les Juifs de l'ensemble du pays. En Pologne, un Judenräte est institué dans chaque localité en septembre 1940. Dans les pays de l'Europe de l'Ouest, c'est le modèle centralisé, calqué sur le Reichsvereinigung qui est appliqué, comme en Hollande où le Joodsche Raad est imposé en février 1941. Theodor Dannecker envisageait de procéder par ordonnance allemande pour créer ce genre d'organisme en zone occupée, mais le Militärbefehlshaber (MBF) préfère obtenir la collaboration de Vichy en soumettant une proposition à Xavier Vallat qui commence par refuser, mais finalement, le gouvernement français crée l'UGIF par la loi du 29 novembre 1941. Selon l'article premier de la loi du 29 novembre, cet organisme « a pour objet d'assurer la représentation des Juifs auprès des Pouvoirs publics notamment pour les questions d'assistance, de prévoyance et de reclassement social » tant en zone occupée qu'en zone libre, ce que les Allemands n'avaient jamais demandé, alors que l'article 2 stipule que tous les Juifs domiciliés ou résidant en France y sont obligatoirement affiliés.
Pour établir cette organisation obligatoire, Vallat consulte des dirigeants juifs des 2 zones comme Jacques Helbronner, président du Consistoire, ou Raymond-Raoul Lambert, directeur du Comité d'aide aux réfugiés (CAR). Il est clair que la direction de la future UGIF ne comprendra que des citoyens français. Ce projet fait l'objet de vifs débats entre Vallat et ses divers interlocuteurs, mais aussi entre les Juifs eux-mêmes. Certains sont résolument hostiles au projet, souvent parce que les Israélites français pourraient être traités de la même façon que les étrangers et les naturalisés de fraîche date.
Cette attitude adoptée par Helbronner ou René Mayer a été analysée par Maurice Rajsfus comme un réflexe de classe de la part de l'élite des Israélites français, alors que pour Asher Cohen, cette réaction était la plus normale et la seule qu'on pût attendre après un siècle et demi d'assimilation. Finalement, Mayer ne participe pas aux instances dirigeantes de l'UGIF dont Lambert devient le président.
L'UGIF absorbe les organisations d'aide sociale et leurs personnels. L'attachement à la survie des œuvres et la conviction que leur bon fonctionnement est l'intérêt suprême de la collectivité caractérisent les réactions des dirigeants de l'UGIF et les distingue de la direction du consistoire. Lambert s'identifie plus que quiconque avec l'UGIF du Sud et entretient de bonnes relations avec Vallat. Du côté des immigrés, Marc Jarblum, président de la FSJF, s'oppose catégoriquement à l'UGIF, mais certains dirigeants de l'OSE ne voient pas d'incompatibilité entre l'honneur des Juifs et le compromis avec une loi imposée.
Avant d'engager la fondation de l'UGIF, Vallat engage des pourparlers à Paris comme il l'avait fait dans la zone Sud, mais il ignore complètement les associations d'immigrés. Les dirigeants de l'ancien Comité acceptent de prendre la tête de l'UGIF tout en signalant dans une lettre à Pétain qu'ils n'ont aucun mandat de leurs « coreligionnaires étrangers ». Finalement, la direction de l'UGIF nommée le 8 janvier 1942 comprend Albert Lévy, ancien président du CAR, André Baur, vice-président, et Raymond-Raoul Lambert, administrateur général. Baur est de la zone Nord, alors que Lévy et Lambert sont de la zone Sud. En fait, bien que l'UGIF soit théoriquement un seul organisme, les branches de chacune des deux zones vont fonctionner de façon indépendante. En zone Sud, Lambert est l'homme fort de l'UGIF, à tel point qu'on a qualifié Lévy de "jouet de Lambert".

## Aspects financiers
Au mois de décembre 1941, à la suite de la série d'attentats qui frappent l'armée d'occupation (par exemple les Représailles après la mort de Karl Hotz), les Allemands déclenchent à Paris une vague d'arrestations qui frappe surtout les Juifs français de Paris : 743 d'entre eux sont internés à Compiègne. Cinquante-trois otages juifs sont fusillés au Mont-Valérien et le Militärbefehlshaber (MBF) annonce la déportation à l'Est des « criminels judéo-bolcheviques ». C'est en mars 1942 que le premier train vers Auschwitz emmènera 1 112 internés. Dernière mesure de représailles, le 14 décembre 1941, les Juifs sont taxés d'une amende d'un milliard de francs. Jusqu'en mars 1942, c'est en effet la Wehrmacht qui a l'autorité sur toutes les questions, notamment les affaires juives en France, alors qu'après cette date, les affaires de police et la mise en œuvre de la solution finale seront transférées à un Höhere SS- und Polizeiführer dépendant directement de Heydrich
Le 17 septembre, le responsable des affaires financières du MBF, le docteur Michel, charge l'UGIF de recueillir l'argent[réf. souhaitée]. L'UGIF en emprunte alors, engageant tous les revenus de l'aryanisation des biens juifs comme garantie. Finalement, elle utilisera 895 millions de francs, soit un peu plus de 40 % du produit des aryanisations, pour financer le paiement de l'amende. La loi française sur l'aryanisation des biens juifs, du 22 juillet 1941, avait prévu le blocage des sommes recueillis lors de la cession des entreprises juives. Une part de ces avoirs bloqués devaient servir au remboursement de dépenses administratives, le reste devant être employé pour venir en aide aux Juifs nécessiteux.
En zone Sud, les différents organismes d'aide sociale regroupés par l'UGIF gardent leur autonomie, mais une partie de leurs ressources provient des États-Unis. En novembre 1942, avec l'occupation par les Allemands de la zone Sud, cette ressource est bloquée et les dirigeants juifs obtiennent des autorités françaises un arrêté qui autorise l'UGIF à prélever une taxe annuelle de 120 francs en zone Nord et de 320 francs en zone Sud sur tous les Juifs âgés de plus de dix-huit ans. Aux sommes ainsi obtenues s'ajoute un montant de 80 millions de francs provenant des fonds bloqués.

## Les déportations de l'été 1942
En Europe de l'Est, les nazis ont impliqué les Judenräte dans le processus des déportations. Dans certains ghettos de Pologne, les dirigeants des communautés juives ont ainsi fourni les listes de personnes à déporter. En France, l'UGIF n'est pas sollicitée pour cette tâche. Le soin des arrestations est confié à la seule police de l'État français. 
À la suite de diverses fuites plus ou moins organisées, l'UGIF avait été informée de la rafle du Vel' d'Hiv qui est déclenchée les 16 et 17 juillet. Pour autant, les dirigeants de l'organisation n'ont pas diffusé cette information qu'ils ne pouvaient pas encore identifier à un Auschwitz qu'ils ne connaissaient pas, mais qui aurait pu leur suggérer qu'il s'agissait de déportations massives. Après la rafle du Vel' d'Hiv, le 28 juillet, Lambert obtient de la police nationale une confirmation sur les rumeurs qui circulent sur l'imminence de déportations en zone Sud. Les membres dirigeants de l'UGIF ne se réuniront pas avant le 31 août, et lorsque le 31 juillet Lambert rencontre Laval, par hasard, il ne profite pas de l'occasion pour lui poser la question. Lambert a écrit dans son journal que c'était à Lévy président de l'UGIF ou à Helbronner de faire ce genre de démarches. Le 2 août, il a l'occasion d'expliquer sa position à Helbronner, qui fait partie de la haute-bourgeoisie juive, alors que Lambert apparaît comme un simple technicien du social ambitieux. Raul Hilberg qualifiera de criminels les mots qu'Helbronner aurait alors prononcés: « Si Monsieur Laval veut me voir, il n'a qu'à me convoquer, mais dites-lui bien qu'à partir du 8 août et jusqu'en septembre, je pars en vacances et que rien au monde ne pourrait me faire revenir »
Cette attitude de l'UGIF et de l'élite française juive fera par la suite l'objet d'une condamnation assez sévère de la part d'historiens comme Jacques Adler, qui propose l'hypothèse selon laquelle « les dirigeants de l'UGIF savaient que les opérations affecteraient uniquement les immigrés et ils craignaient des représailles contre eux-mêmes et les Juifs français ». Maurice Rajsfus accusera l'UGIF « d'avoir prêté son assistance à la Préfecture de police concernant les rafles des 16 et 17 juillet » sans préciser si cette assistance consiste en d'autres actions que les colis que l'UGIF est autorisée à apporter aux internés de Drancy à partir d'octobre 1942.
Lorsque le 3 août, le camp des Milles est bouclé par 170 gardes mobiles, les divers organismes d'entraide sociale, juifs et chrétiens renforcent leur présence. Lambert accourt au camp aux côtés de Donald Lowry, du Grand-rabbin de Marseille Israël Salzer et du pasteur Henri Manen d'Aix. Lambert qui n'est pas encore au courant d'Auschwitz et de la solution finale écrit sur son carnet :

« Lundi 10 août : journée terrible, spectacle déchirant. Des cars enlèvent 70 enfants aux parents qui vont partir ce soir... Encadrés par des gardes en armes, 40 humains qui n'ont commis aucun crime, parce qu'ils sont Juifs, sont livrés par mon pays qui avait promis leur asile, à ceux qui seront leurs bourreaux. »

En janvier 1943, la rafle de Marseille suscite une protestation signée par le rabbin Salzer de Marseille, le rabbin Hirschler, aumônier général, et Lambert au nom de l'UGIF de la zone Sud. Cette protestation marque un changement dans les pratiques de l'UGIF qui jusque-là se limitait strictement au cadre de l'action sociale.

## Les liens avec la Résistance juive

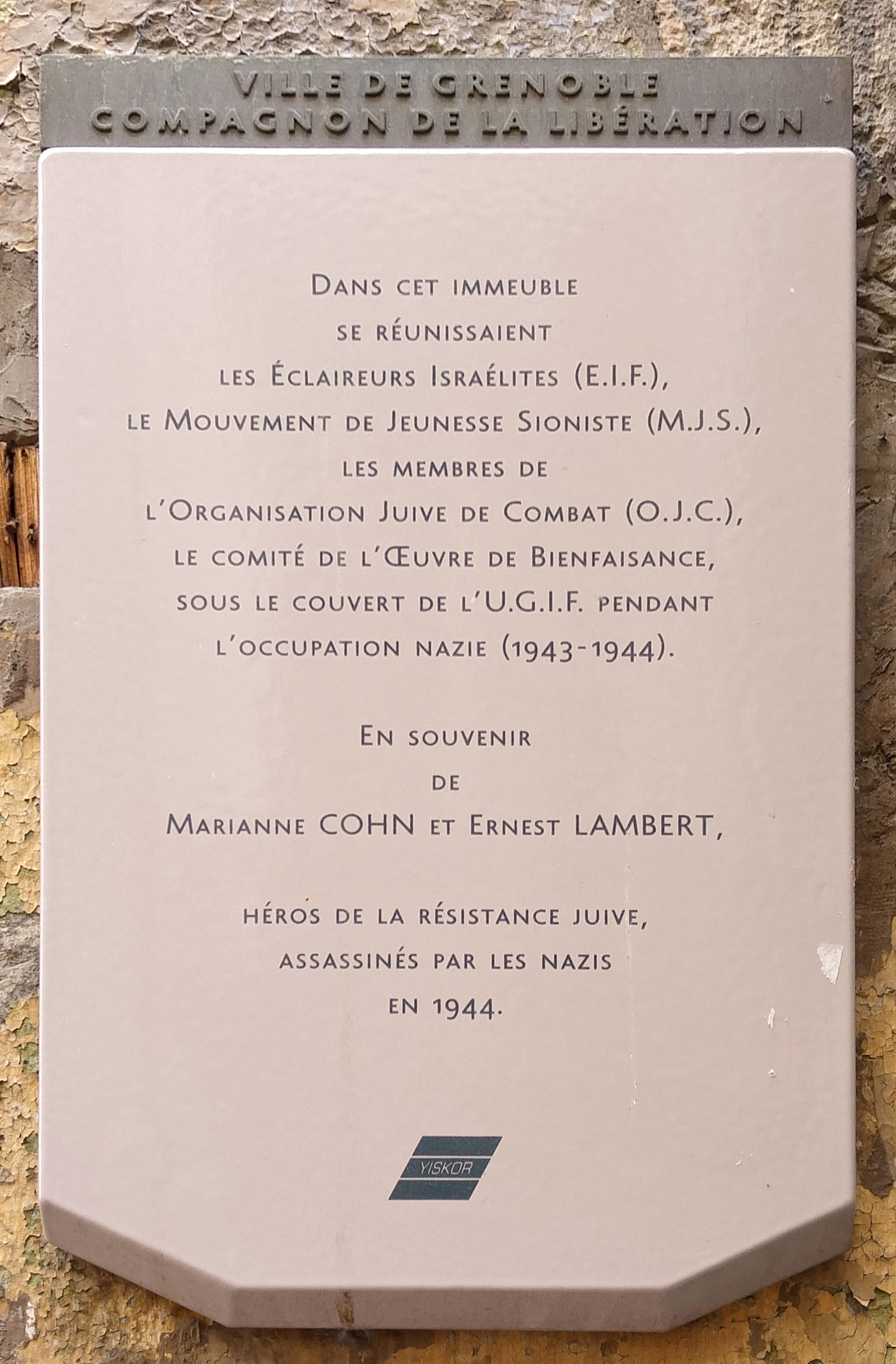
Une plaque commémorative à Grenoble mettent en avant la couverture de la Résistance juive par l'Union générale des israélites de France.

La Résistance juive désigne la résistance que des Juifs ont pu organiser pour s'opposer à la politique d'extermination dirigée contre la population juive. Cette résistance peut être armée, mais en France, la résistance consistant en des actions de sauvetage a été, de loin, la plus importante.
Le légalisme absolu de l'UGIF interdit de la classer dans la Résistance juive, ce qui n'empêche que l'UGIF entretient toutes sortes de liens avec des organisations comme l'OSE, le Comité de la rue Amelot ou Solidarité que l'on n'hésitera pas à classer dans la Résistance juive. Après la rafle du Vel' d'Hiv, malgré les efforts de Pierre Laval pour faire partir les enfants avec les parents, de nombreux enfants qui avaient réussi à échapper aux arrestations se trouvaient temporairement chez des voisins ou chez la concierge. Dans son Bulletin d'information, l'UGIF de Paris demande qu'on lui signale les enfants abandonnés. Avant les rafles, des enfants avaient déjà été confiés à l'UGIF, qui dispose de six maisons d'enfants. À la fin 1942, il y avait en tout 386 enfants dans les maisons gérées par l'UGIF». Celles-ci deviennent une plaque tournante du sauvetage, alors que la tâche de cacher au plus vite les enfants sous une identité aryenne incombe à Solidarité, à l'OSE et à la rue Amelot. En fait, les organisations clandestines peuvent sortir des enfants confiés à l'UGIF et les mettre en lieu sûr chez des familles nourricières, à l'exception de la catégorie des « enfants bloqués » parce qu'ils ont été enregistrés par la SD. Ceux qu'on appelle les « enfants bloqués » sont des enfants internés à Drancy avec leurs parents, mais qui n'ont pas été déportés, et que l'UGIF a été autorisée à sortir du camp pour les mettre dans des « homes » d'enfants. Le service 5 de l'UGIF dirigé par Juliette Stern, s'occupe de ces enfants, comme le fait l'Action orthodoxe pour les enfants d'origine russe.
Les dirigeants de l'UGIF ne se sentent pas seulement responsables de la sécurité des enfants, mais aussi de leur éducation juive. De toutes façons, l'organisation n'a pas les moyens de recueillir tous les enfants nécessiteux. Au début 1943, sur les 1 500 enfants confiés à l'UGIF, 1 100 sont confiés à des familles nourricières ou à des institutions non juives.
La question cruciale de la légalité ne se pose pas qu'à l'UGIF. En 1943, l'OSE qui pratique des actions illégales sur une grande échelle, a conservé sa couverture légale et hésite à procéder à une dissolution hâtive de ses homes d'enfants qui risquent de devenir des souricières. Il est certainement plus facile de faire fonctionner correctement une maison d'enfants si celle-ci a un caractère plus ou moins officiel. Le 19 octobre 1943, l'UGIF de Marseille est informée que la Gestapo prépare une opération à la Maison de la Verdière, dans les Bouches-du-Rhône. Comme les « enfants bloqués » de Paris, les enfants de La Verdière avaient été confiés à l'UGIF par la Gestapo. L'un des dirigeants était d'avis de disperser les enfants, mais le remplaçant de Lambert — déjà interné à Drancy — décide de jouer la carte de la légalité. Le 20 octobre, la Gestapo emmène tout l'effectif à Drancy. La directrice de la maison décide d'accompagner les enfants en déportation. Dès le début de 1943, le légalisme de l'UGIF est dénoncé par des organisations de sauvetage plus engagées dans la clandestinité. En février 1943, Solidarités effectue une sorte de kidnapping en sortant clandestinement 163 enfants des foyers de l'UGIF.

## Les arrestations des membres de l'UGIF
Les déportations de l'été 1942 avaient montré que le statut d'employé de l'UGIF offrait une relative protection contre les arrestations. On retrouve cette même pratique allemande dans les judenrat de l'Europe de l'Est. Or, en 1943, cette protection offerte par l'UGIF devient de plus en plus illusoire.
Sans pression allemande connue, le Commissariat aux questions juives va décider de supprimer la protection légale dont bénéficiaient encore les immigrés employés par l'UGIF. Darquier, successeur de Vallat depuis mai 1942, et le directeur de cabinet Antignac ont des contacts en ce sens avec Baur et Lambert, séparément la plupart du temps. C'est finalement en mars que le licenciement du personnel étranger est imposé dans les deux zones. À Paris, Röthke, l'adjoint de Dannecker, procède immédiatement dans la nuit du 17 au 18 mars à l'arrestation des employés licenciés. Beaucoup d'anciens employés ont pu être prévenus, mais 60 à 80 personnes sont quand même raflées. Dans la zone Sud, sous la façade unique de l'UGIF, les différentes organisations d'aide sociale fonctionnent de manière pratiquement indépendantes. Ainsi, à Lyon, au 12, rue Sainte-Catherine, l'OSE, le CAR et la Fédération sont basés dans les locaux de l'UGIF. Le 9 février 1943, la Gestapo locale commandée par Klaus Barbie effectue une descente dans ces bureaux et arrête 84 personnes, employées ou assistées, immédiatement transférées à Drancy (rafle de la rue Sainte-Catherine). Le prétexte était que ces organisations aidaient les immigrés à s'évader en Suisse avec de faux-papiers, ce qui correspondait à une certaine réalité. Le même genre de scénario se reproduit à Marseille, après que deux SS eurent été tués par la Résistance le 1er mai : Bauer, délégué de Röthke à Marseille, demande à Lambert une liste de 200 notables juifs. Lambert refuse, mais le lendemain, Bauer effectue une rafle dans les bureaux de l'UGIF à Marseille. 
À Paris, la situation financière de l'UGIF est beaucoup plus mauvaise qu'en zone Sud même après mars 1943 où Baur réussit à convaincre Lambert de transférer des fonds. À partir de mai, les Juifs ont la possibilité d'effectuer des « donations » à l'UGIF et le Commissariat décrète un impôt de 120 francs par adulte juif en zone Nord et de 360 francs en zone Sud. Les résultats de ce nouvel impôt sont très maigres, car les listes de Juifs issues du recensement de 1940 sont de moins en moins fiables, de plus en plus de Juifs vivant dans l'illégalité. 
En zone Sud, en 1944 les bureaux de l'UGIF deviennent de véritables souricières. Il semble que lorsque les commandants régionaux allemands doivent fournir un certain nombre de Juifs, ils soient allés au plus simple. Des rafles ont ainsi lieu à Nice, Lyon, Marseille, Chambéry, Grenoble, Brive et Limoges.

## L'aide sociale
L'aide sociale représente plus de la moitié du budget de l'UGIF et consiste en soupes populaires et en aide directe distribuée directement aux plus nécessiteux. Les soupes populaires dépendent en partie de la rue Amelot. 2 500 nécessiteux reçoivent un secours de l'UGIF au début de 1942. À partir de la fin de l'année 1942, ils sont environ 10 000. Il n'y a pas d'éléments qui montrent que des listes d'assistés de l'UGIF aient pu servir à l'arrestation des familles.
L'UGIF déploie également une activité dans les camps de la zone Nord. Il s'agit de colis, de vêtements et de produits d'hygiène. Par ses interventions, l'UGIF obtient quelques centaines de libérations. À partir de juillet 1943, ces interventions ne servent plus à rien.

## L'arrestation des dirigeants
Dans les trois premiers mois de 1943, malgré la détermination des nazis à poursuivre les déportations, et l'opportunité créée par l'invasion de l'ancienne zone libre, il s'avère que la France reste à la traîne par rapport à d'autres pays d'Europe. La lenteur à laquelle progressent les Allemands donne de l'espoir à Lambert qui repousse la suggestion faite par un de ses collègues de conseiller aux Juifs de Marseille de se disperser. « Confiant dans la justice et l'honneur de la France, écrit Hilberg, Lambert s'employa à faire libérer les Juifs retenus en garde à vue jusqu'au jour où lui-même fut arrêté... ». Interné à Drancy avant d'être déporté à Auschwitz, il écrit à l'un de ses anciens assistants pour demander que les enfants juifs confiés aux refuges de l'UGIF soient dispersés.
Un mois avant l'arrestation de Lambert, André Baur, responsable de l'UGIF à Paris avait déjà été arrêté. À la fin du mois de juin 1943, le nouveau chef du camp de Drancy, Alois Brunner, avait demandé à l'UGIF qu'elle use de son influence pour que les familles des internés rejoignent volontairement ceux-ci à Drancy. Baur avait refusé et demandé à être reçu par Laval. C'était la première fois qu'il faisait une telle demande depuis sa nomination à l'UGIF. Il avait sollicité l'entrevue à Antignac, secrétaire général du CGQJ. Dix jours plus tard, il était arrêté et interné à Drancy. Une semaine plus tard, Israélowicz, le Viennois imposé par le SD était également arrêté. Helbronner, le président du consistoire sera arrêté le 23 octobre 1943.

## Les derniers jours de l'UGIF
Le 30 juillet 1943, Aloïs Brunner opère une rafle au siège du service d'assistance sociale de l'UGIF situé rue de la Bienfaisance. Sur la façade, une plaque commémorative rend depuis hommage aux 67 Juifs qui en ont été victimes.
En 1944, avant le départ des Allemands, lorsqu'est lancée la dernière campagne de déportations, beaucoup des 30 000 Juifs qui vivent en plein jour à Paris ne bénéficient que du secours de l'UGIF qui s'occupe également de 1 500 enfants qui lui ont été confiés. Le fait que les Allemands semblent avoir renoncé à faire des rafles de Juifs dans la région parisienne une de leurs priorités n'empêche pas qu'au mois de juillet 1944, trois semaines avant la libération de Paris, Brunner lance une série d'opérations sur les maisons d'enfants de l'UGIF parisienne. 250 enfants sont arrêtés et déportés alors que les réseaux clandestins étaient capables de s'occuper de tous les enfants confiés à l'UGIF, y compris les « enfants bloqués »,.
Non seulement l'UGIF n'a pas accepté les propositions des organisations clandestines, mais Georges Edinger, successeur d'André Baur, tergiverse et après avoir ordonné de disperser les enfants et le personnel, annule sa décision et fait revenir tout le monde, y compris les enfants. Ces dernières arrestations, qui auraient pu être évitées, sont la plus grosse charge que Serge Klarsfeld ait retenue contre l'UGIF.

« Cette tâche honteuse a marqué pour toujours l'UGIF, conduisant à négliger l'apport de cette institution, initialement conçue par les Allemands pour faciliter la Solution finale et qui, indéniablement, sur le plan statistique, a beaucoup plus aidé les Juifs qu'elle ne les a desservis... »

## Annexe: décret de création de l'UGIF en novembre 1941
L'UGIF est créée par la loi du 29 novembre 1941 (publiée dans le Journal officiel du 2 décembre 1941):
- Nous Maréchal de France, Chef de l'État français le Conseil des ministres entendu décrétons : 
  - Article 1er. - Il est institué auprès du Commissariat aux Questions juives une Union générale des Israélites de France. Cette Union a pour objet d'assurer la représentation des Juifs auprès des Pouvoirs publics notamment pour les questions d'assistance, de prévoyance et de reclassement social. Elle remplit les tâches qui lui sont confiées dans ce domaine par le gouvernement. L'Union générale des Israélites de France est un établissement public autonome doté de la personnalité civile. Elle est représentée en justice comme dans les actes de la vie civile par son président, qui peut déléguer à tel mandataire de son choix tout ou partie de ses pouvoirs.
  - Article 2. - Tous les Juifs domiciliés ou résidant en France sont obligatoirement affiliés à l'Union générale des Israélites de France. Toutes les associations juives sont dissoutes à l'exception des associations cultuelles israélites légalement constituées. Les biens des associations juives dissoutes sont dévolus à l'Union générale des Israélites de France. Les conditions de transfert de ces biens seront fixées par décret rendu sur le rapport du secrétaire d'État à l'Intérieur.
  - Article 3. - Les ressources de l'Union générale des Israélites de France sont constituées : 1°, Par les sommes que le Commissariat général aux Questions juives prélève au profit de l'Union sur les fonds de solidarité juive institué par l'article 22 de la loi du 22 juillet 1941. 2°, Par les ressources provenant des biens des associations juives dissoutes. 3°, Par des cotisations versées par les Juifs et dont le montant est fixé par un Conseil d'administration de l'Union d'après la situation de fortune des assujettis et selon un barème approuvé par le Commissaire général aux Questions juives.
  - Article 4. - L'Union générale des Israélites de France est administrée par un Conseil d'administration de dix-huit membres choisis parmi les Juifs de nationalité française, domiciliés ou résidant en France et désignés par le Commissaire général aux Questions juives.
  - Article 5. - Le Conseil d'administration est placé sous le contrôle du Commissaire général aux Questions juives. Les membres répondent devant lui de leur gestion. Les délibérations du Conseil d'administration peuvent être annulées par arrêté du Commissaire général aux Questions juives.
  - Article 6. - Les cotisations fixées par le Conseil d'administration de l'Union générale des Israélites de France sont recouvrées par états exécutoires comme il est prévu par l'article 2 du décret du 30 octobre 1935.
  - Article 7. - Tant que subsisteront les difficultés de communication résultant de l'occupation, le Conseil d'administration pourra être divisé, le cas échéant, en deux sections dont le siège sera fixé par le Commissaire général aux questions juives. Chaque section comprendra neuf membres et sera présidée l'une par le président et l'autre par le vice-président.
  - Article 8. - Le présent décret sera publié au Journal officiel et exécuté comme loi de l'État.

Fait à Vichy, le 29 novembre 1941.
Le texte est signé par Philippe Pétain, François Darlan, Joseph Barthélemy, Pierre Pucheu et Yves Bouthillier.